# Albizia obliquifoliolata
Albizia obliquifoliolata är en ärtväxtart som beskrevs av De Wild. Albizia obliquifoliolata ingår i släktet Albizia och familjen ärtväxter. Inga underarter finns listade i Catalogue of Life.